# Grb Bosne in Hercegovine
Grb Bosne in Hercegovine je bil sprejet leta 1998, ko je zamenjal starega iz leta 1992, ko se je Bosna in Hercegovina osamosvojila. Po izgledu je izjemno podoben zastavi. Rumeni trikotnik bi naj predstavljal tri glavne etnične skupine v Bosni in poenostavljeno obliko države.

## Zgodovinski grbi

### Srednji vek
Eden od zgodnjih, če ne najzgodnejših grb, ki ga pripisujejo Bosni, izvira iz fojniške grbovnice iz leta 1340. Fojniška grbovnica prikazuje zlat ščit, na katerem sta prekrižani dve črni puščici na vrhu katerih sta dve mavrski glavi.
Grb bosanskih kraljev, ki so od leta 1377 do leta 1463 vladali na območju današnje Bosne in Hercegovine in Dalmacije, je sestavljal modri ščit s šestimi zlatimi lilijami, ki so se nahajali ob beli lenti. Lilije morda simbolizirajo bosansko lilijo, ki je avtohtona na tem območju. Rodbina Kotromanićev je vladala do leta 1463, ko so Osmani osvojili regijo. Uporaba grba se je takrat prenehala. Kraljevi grb je bil osnova za grb države leta 1992.

### Avstroogrska zasedba in narodno gibanje
Potem ko je Avstro Ogrska zasedla Bosno in Hercegovino leta 1878, je bil sprejet nov grb. Izhajal je iz grba Stjepana Vukčića Kosaća, plemiča iz 15. stoletja, ki je vladal regiji kot veliki vojvoda Bosne in vojvodine sv. Save. Takratni grb je vseboval rdečo roko, ki drži meč na zlati podlagi. Bosna je bila vključena v ogrski del. 
V 19. stoletju se je ponovno pojavil grb Kotromanićev ob narodnem uporu proti Osmanom in Avstro Ogrski. 

### Obdobje komunizma
Grb Socialistične republike Bosne in Hercegovine je bil skupaj z zastavo sprejet 31. decembra 1946. Grb je bil podoben kot v drugih jugoslovanskih republikah. Prikazoval je par dimnikov iz katerih se kadi. Okoli so bile upodobljene veje in pšenica v kateri so bili rdeči trakovi. Na vrhu se je nahajala rdeča zvezda, ki je simbolizirala socializem in komunizem. 